# ピオネールは木を植える
『ピオネールは木を植える』（ピオネールはきをうえる）は、旧ソ連の作曲家ショスタコーヴィチが緑化事業をテーマに作ったオラトリオ『森の歌』の第4曲 Пионеры сажают леса である。日本音楽著作権協会による管理上の歌曲名（副題）は「森の歌よりぼくらは木を植える」。ここではこの日本語訳歌詞によって歌われる児童合唱曲について述べる。

## 原曲と歌詞の内容
- 作詞：エヴゲーニー・ドルマトフスキー（Евгений Аронович Долматовский / Evgenij Aronovich Dolmatovskij）
- 訳詞：井上頼豊・桜井武雄・合唱団白樺（『森の歌』全曲の日本語訳を行った）
- 作曲：ドミートリイ・ショスタコーヴィチ（Дмитриевич Шостакович Дмитрий / Dmitrij Dmitrievich Shostakovich）

ピオネールに所属する少年少女たちが国土の緑化活動に参加することがテーマ。ポプラ、トネリコ（グミ）、白樺、ドングリ、リンゴ、カエデ……と、さまざまな植物を登場させ、積極的に活動する様子を歌い、ピオネールが誇り高い組織であることを示していた。日本語訳においては団栗（どんぐり）に敬称の「さん」を付け、「どんぐりさん、どんぐりさん」と歌っているなど、子供向けの歌として配慮されている。

## うたごえ運動と学校教育による普及
『森の歌』がうたごえ運動において頻繁に取り上げられるにつれて、児童合唱曲として知られるようになった。うたごえ運動の活動が1960年代に大きく盛り上がるとともに、多くの音楽教師により副教材として自ら歌集を用意したり、模造紙に歌詞を書いたりして児童たちに教えた。この歌で「ピオネール」や「コルホーズ」という言葉を知ったという子供たちも少なくない。ただし地域差があり、この歌が知られていない地域もあった。
一方、うたごえ運動の盛衰と歩みを共にしていることは否定できない。1991年のソビエト連邦の崩壊により『森の歌』が取り上げられることが激減したことによって、この歌曲の普及も下火になった。しかしながら、もともと親しみやすい曲調を持つ上に、児童合唱に最適な訳詞が与えられたことにより、現在でも掲載されている教育用の歌集がある。また合唱演奏の際には、政治色を取り去るために井上らによる歌詞を一部変更し、「ピオネール」や「コルホーズ」という歌詞を改変して歌っているケースもある。